# Live at the Googolplex
Live at the Googolplex – koncertowy album zespołu Clutch, wydany w 2003. Album składa się z 15 utworów nagranych na koncertach odbywających się w lutym i marcu 2002. Googolplex w tytule albumu odnosi się do liczby o tej samej nazwie, googolplex.

## Lista utworów
| 1 .  | Who Wants to Rock?            | 1:16  |
|      |                               |       |
| 2 .  | Pure Rock Fury                | 3:15  |
|      |                               |       |
| 3 .  | Sea of Destruction            | 2:43  |
|      |                               |       |
| 4 .  | Immortal                      | 2:55  |
|      |                               |       |
| 5 .  | Careful with That Mic...      | 5:25  |
|      |                               |       |
| 6 .  | Impetus                       | 3:28  |
|      |                               |       |
| 7 .  | El Jefe                       | 3:26  |
|      |                               |       |
| 8 .  | Rock and Roll Outlaw          | 2:32  |
|      |                               |       |
| 9 .  | 12 Oz Epilogue                | 2:13  |
|      |                               |       |
| 10 . | Big News I                    | 5:30  |
|      |                               |       |
| 11 . | Big News II                   | 2:43  |
|      |                               |       |
| 12 . | Brazenhead                    | 5:51  |
|      |                               |       |
| 13 . | The Soapmakers                | 4:43  |
|      |                               |       |
| 14 . | Escape from the Prison Planet | 5:52  |
|      |                               |       |
| 15 . | Rats                          | 2:58  |
|      |                               |       |
|      |                               | 54:50 |
|      |                               |       |

## Udział przy tworzeniu
- Neil Fallon – wokalista, gitara elektryczna
- Tim Sult – gitary
- Jean Paul Gaster – bębny, perkusja
- Dan Maines – gitara basowa
- Larry Packer - mastering
- Greg Clark - miksowanie